# World chord
World chord (ワールドコード) は日本のロックバンド。2008年、ボーカルの岡村 圭悟とギターの大谷 大を中心に結成。

## メンバー
- 岡村 圭悟(おかむら けいご 11月18日、B型)

Vocal（ヴォーカル）担当。大阪府出身。
- 大谷 大(おおたに だい 2月12日、O型)

Guitar（ギター）担当。川崎市出身。
- 高杯 康彦(たかつき やすひこ 5月4日、A型)

Bass（ベース）担当。板橋区出身。
- 靜 聖(しずか さとる 1月10日、A型)

Drum（ドラム）担当。清瀬市出身。
サポートミュージシャン

- 太田 純一(おおた じゅんいち 1月1日、O型)

Keyboard（キーボード）担当。

## ディスコグラフィー

### 1st Single
光の雨
1. 光の雨
2. When you fly
3. Strings(demo)

### 2nd Single
Welcome to now
1. Welcome to now
2. No reply
3. そこに在る憧憬

### Album
The world is here
1. コドウ
2. Don't be shy
3. 深海
4. Day by day
5. The world is here

### 無料配布CD(現在配布終了)
気付いてたんだ
1. 気付いてたんだ
2. Strings(demo)

## エピソード
2008年5月結成。同年8月に初ライブにして初の自主企画ライブで約150人を動員。その後CDリリース、ツアー、渋谷eggmanとの共同イベントなど精力的に活動を展開。2010年12月O-WESTでのライブにて解散。
良く出演するライブハウス

渋谷eggman

新宿RUIDO K4